# En mi casa no
«En mi casa no» ("Not in My House", en idioma original) es el duodécimo episodio de la primera temporada de la serie de televisión en formato falso documental Modern Family. Se estrenó en ABC el 13 de enero de 2010. El episodio fue escrito por Caroline Williams y dirigido por Chris Koch.
En este episodio, Claire encuentra en una foto de una mujer desnuda en su ordenador y cree que es de Luke, mientras que en realidad es de Phil. Haley cree que Alex ha leído su diario y las dos chicas se pelean, mientras que Luke fue el que lo hizo. Jay compra una estatua de un perro vestido de mayordomo y se la lleva a casa, pero a Gloria no le gusta en absoluto. Mitchell y Cameron intentan ayudar a su jardinero español, que parece molesto, pero la falta de comprensión de su idioma causa confusión.
El episodio recibió una calificación de Nielsen de 3,2/8 en el grupo demográfico de 18-49. Las calificaciones cayeron alrededor de 2 millones de espectadores del episodio anterior, una caída atribuida a la fuerte competencia del estreno de la temporada de American Idol. Recibió críticas mixtas de los críticos de televisión.

## Argumento
Claire (Julie Bowen) descubre una foto en su ordenador de una mujer desnuda en un tractor, y asume que Luke (Nolan Gould) lo descargó, ya que fue el último que usó su ordenador. Phil (Ty Burrell) trata de ocultar que él es el dueño de la foto porque cree que Claire se enfadará con él y le hace creer que la foto realmente pertenece a Luke. Dice que sería mejor dejar que lo manejara y que hablará con Luke.
Haley (Sarah Hyland) cree que Alex (Ariel Winter) ha leído su diario y se meten en una pelea. Luke es el que realmente lo hizo y habla de ello con Claire. Claire no entiende lo que Luke está tratando de confesar y piensa que está hablando de la imagen con la mujer desnuda que encontró en su ordenador. Finalmente, se revela la verdad de quién es la imagen.
Jay (Ed O'Neill) trajo a casa una estatua de un perro vestido de mayordomo y la llamó Barkley. Gloria (Sofia Vergara) está asustada por eso y lo quiere fuera de casa. Ella lo lleva a la habitación de invitados para no tener que verlo cada vez que entre en la casa, pero Jay lo trae de vuelta. Termina dándolo a Mitchell (Jesse Tyler Ferguson) y Cam (Eric Stonestreet).
Mientras tanto, Cam y Mitchell intentan ayudar a su jardinero, que parece triste, pero su incapacidad para hablar español causa mucha confusión. Al final, Cam descubre que el jardinero estaba estresado por su boda y toda la familia termina en su casa para la ceremonia.

## Recepción

### Audiencia
En su transmisión original, «En mi casa no» fue visto por 7,847 millones de espectadores. Lo más probable es que la caída en la audiencia se atribuya al episodio que se emitió contra la segunda noche del estreno de la nueva temporada de American Idol.

### Reseñas
«En mi casa no» recibió críticas mixtas.
El episodio fue bien recibido por Robert Canning de IGN que le dio un 8,5/10 diciendo que «Fue inteligente y sutil y te hizo sonreír con alegría ante lo que está pasando, si no riendo en voz alta durante 30 minutos seguidos».
Jason Hughes de TV Squad dijo que «este puede haber sido uno de los episodios más divertidos de Modern Family hasta la fecha».
James Poniewozik deTime Magazine dijo que no era el mejor, pero bueno diciendo que «una feria; el episodio de anoche, que mantuvo las tres historias en gran medida separadas, no fue tan fuerte, pero no fue porque las familias estuvieran separadas o porque las historias no estuvieran conectadas temáticamente».
Emily VanDerWerff de The A.V. Club le dio al episodio un B+ y los lectores le dieron una B diciendo que «Modern Family comenzó con uno de los mejores pilotos que he visto. [...] Pero no estoy del todo seguro de que el programa esté cerca de mi lista de favoritos para cuando llegue la tercera temporada, por ejemplo. Me encantaría que se demostrara que estoy equivocado, y la forma en que el programa ha mantenido el nivel de calidad esta temporada sugiere que se demostrará que estoy equivocado, pero al mismo tiempo, el programa es un éxito sólido y listo para usar con una audiencia dedicada a la que le encanta».